# Molí d'en Font
El molí d'en Font és un edifici industrial del rodal de Sabadell. És el més antic dels documentats al municipi. Després de les riuades del 1962, s'eliminà un gran meandre i el molí quedà a la riba dreta del riu Ripoll.

## Història
Tenim constància que l'any 973 en aquest meandre hi havia el primer molí de tot aquest tram del Ripoll. Al segle xi era un molí compartit per diverses persones que, per torns, tenien dret a moldre unes hores concretes. Pels volts del 1050, i gràcies a un testament, el monestir de Sant Llorenç del Munt rebé el molí. El monestir fou senyor del molí d'en Font i de l'antecessor del molí de l'Amat fins a almenys el segle xviii, i obligava la gent dels seus dominis a reparar-los, a anar-hi a moldre i a pagar-ne rendes. A la primeria del segle xviii, el molí estava derruït, però després consta com un molí draper en ple funcionament, i ho fou tot aquell segle. A l'inici del segle xix s'hi introduí el tèxtil i fou arrendat i sotsarrendat per diversos fabricants. La roda hidràulica encara es mantenia l'any 1902, tot i que coexistia amb una màquina de vapor.